# スイス国鉄Tem I形機関車

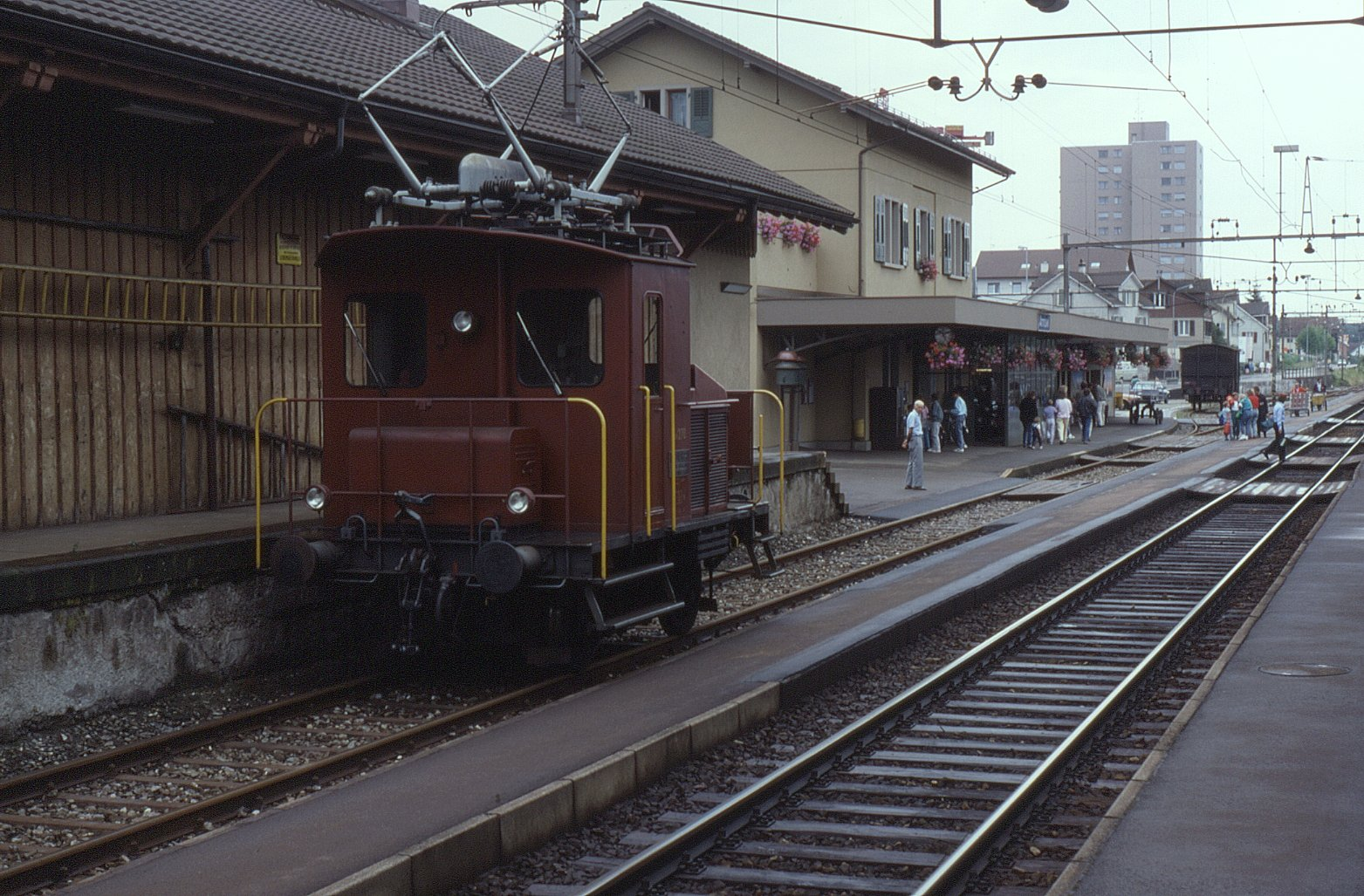
Tem^{I} 270号機、ベースとなったTe^{I} 1-43形のデッキにディーゼル発電機を搭載した形態、アムリスヴィル駅、1988年

スイス国鉄TemI形機関車（スイスこくてつTemIがたきかんしゃ）は、スイスのスイス連邦鉄道（SBB: Schweizerische Bundesbahnen 、スイス国鉄）で使用される入換用電気/ディーゼル兼用機関車である。なお、本機はTem 54-78形として製造されたものであるが、その後の1962年の称号改正によりTemI 251-275号機となったものである。

## 概要
スイスの国鉄では、1905年に交流15kV50Hzで、1906年および1907年に交流15kV15Hzでの電化の試験が行われたが、その後本格的な電化はベルン-レッチュベルク-シンプロン鉄道やレーティッシュ鉄道からは若干遅れて1919年のベルン - トゥーン間から本格的に始まり、1920年代には主要幹線について急速に電化が進んでいった。一方、主要駅における入換用の機関車についても従来は蒸気機関車が主力で、1910-20年代にF2/2 51形やEa2/2 32形といった蓄電池機関車が工事用なども兼ねて一部運用されている状況であったが、駅や操車場構内の電化の進展に伴い、1920-30年代以降入換用の機関車にも電気機関車が導入され始め、入換用の電気機関車であるEe3/4形やEe3/3形と並行して、より小型で、機関士ではなく入換要員が運転操作をする「入換用トラクター」に分類されるTeI形、TeII形、TeIII形機関車が導入されていた。入換用トラクターでは他のスイス機関車と異なり、I、II、III等の分類は形式別ではなく定格出力の分類に使用され、電気機関車ではTeI形は90kW級、TeII形は120-140kW級、TeIII形は250kW級の分類となっており、入換用電気トラクターの最小クラスであるTeI形はいずれも基本構造が同一の、入換用のTeI 1-43形およびTeI 44-60形のほかに事業用のTeI 951-963形、非電化区間での運用を考慮した蓄電池兼用機のTea 248-250形が用意されていた。
一方、1950年代以降には小型のディーゼル入換機であるTmI形なども導入されるようになっており、経済性の面からは入換作業量の小さい場合には電気トラクターのほうが有利であるとされていたが、電化区間と非電化区間が混在した入換作業量の多い駅では電気とディーゼル機関のハイブリッド方式が最も経済的に有利であるとの考えから、TeI形をベースにディーゼル発電機を搭載した電気/ディーゼル兼用機関車として用意されたものがTemI形である。本形式は基本構造はTeI形と同一のまま、非電化区間では電気式ディーゼル機関車として使用できるようディーゼル発電機を搭載したものであり、車体、機械部分はTuchschmidもしくはスイス国鉄のイヴェルドン工場、電機部分はBBC、主電動機はMFO、主機はSaurerがそれぞれ製造を担当し、電化区間では低圧タップ切換制御により最大牽引力36kNを、非電化区間では電気式ディーゼル機関車として最大牽引力31kNを発揮する小形機である。なお、製造年、製造時機番、1962年の称号改正後機番、製造所は以下のとおりである。
- 1950年 - Tem 56-57 - TemI 253-254 - スイス国鉄イヴェルドン工場/BBC/MFO/Saurer
- 1952年 - Tem 54-55 - TemI 251-252 - Tuchschmid/BBC/MFO/Saurer
- 1953年 - Tem 58-61 - TemI 255-258 - Tuchschmid/BBC/MFO/Saurer
- 1955年 - Tem 62-71 - TemI 259-268 - Tuchschmid/BBC/MFO/Saurer
- 1956年 - Tem 73 - TemI 270 - Tuchschmid/BBC/MFO/Saurer
- 1957年 - Tem 72、74-78 - TemI 269、271-275 - Tuchschmid/BBC/MFO/Saurer

## 仕様

### 車体
- 車体は長さ4380mm、鋼材組立式の台枠上に後位側に長さ1550mmの運転室を載せ、前位側を2345mm、後位側を645mmの床面木張りのデッキとしたTeI形の基本的な形態をベースとして、前位側のデッキ上の運転室前部にディーゼル発電機を格納した長さ1300mmのボンネットを設置したものとなっている。
- 運転室屋根上に大形のパンタグラフを1基を、その前位側に過電流保護用のフューズを搭載している。
- 運転室は切妻のシンプルなもので、両側面に乗務員室扉が、正面にはほぼ正方形の窓が2箇所設置され、運転室内の前位側に設置されたタップ切換器をハンドルで直接操作することで運転操作を行う。ボンネットは台枠よりわずかに横幅の狭い、側面がルーバーとなったもので、内部に発電用のディーゼルエンジンと発電機のセットを枕木方向に設置しており、運転室妻面中央に排気管が立ちあげられて消音器が設置されている。
- 機体両端のデッキ端部には手すりが設けられ、デッキ端部フェンスの下部左右2箇所と上部中央に1箇所の前照灯が設置されている。また、連結器は台枠取付のねじ式連結器で、緩衝器が左右に、フックとリンクが中央に設置されている。
- 塗装
  - 製造時は車体は濃緑色、屋根および屋根上機器、デッキや床下周りがダークグレーの塗装で運転室側面に機番のレタリングが黄色で入るものであった。
  - 1950年代前半には車体が赤茶色、手すり類が黄色となり、その後1980年代後半には256、258、260、261、273、274号機の6機が新しいスイス国鉄の標準塗装に変更され、車体が赤で運転室横に"SBB"、"CFF"もしくは"FFS"のロゴとスイス国旗と矢印をデザインしたスイス国鉄のマーク、その下部に形式名と機番がそれぞれ白で入るものとなった。

### 走行機器
- 電気走行時の制御方式は低圧タップ切換制御で、運転室内に設置された8ステップのタップ切換器を直接手動で操作することで主電動機電圧をAC50V-220Vに制御することで運転操作を行い、主変圧器は自然冷却のものを台枠内動輪間の中央に設置している。
- ディーゼル走行時には主機であるSaurer製のC615型4サイクル直列6気筒ディーゼルエンジンと発電機で電力を発生させ、主電動機電圧をDC12-185Vに制御することで運転操作を行う。
- 主電動機は1時間定格電圧175V、出力90kWのMFO製交流整流子電動機を1台搭載し、ディーゼル走行時には直流直巻整流子電動機として使用する方式であり、電気走行時には1時間定格牽引力14.5kN、最大牽引力36kNの性能を、ディーゼル走行時には1時間定格牽引力14.5kN、最大牽引力31kNの性能を発揮する。
- 台枠は板台枠で動輪2軸は軸距2600mmで、車体中心から前位寄りに50mmオフセットされており、動輪は直径950mmのスポーク車輪、枕バネは重ね板バネである。
- 主電動機は前位側の動輪内側に吊り掛け式に装荷されて歯車比1:7.42の1段減速で動力を伝達し、後位側の動輪にはサイドロッドで動力が伝達される。また、主電動機は後位側の動輪の後位側に設けられた送風機からダクトで送られた冷却気により強制冷却される。
- ブレーキ装置は手ブレーキのみを装備しており、運転室内のレバーおよびハンドルで前後の動輪の踏面ブレーキを作用させる。

### 改造
- 1960年代には手ブレーキの改良と空気ブレーキを追加する工事を行い、後位側のデッキに機器箱を、台枠の横部に空気タンクを設置している。
- このほか緩衝器の強化型への交換が行われて全長が5870mmとなったほか、機体によっては後位側デッキに小型のホイストクレーンを設置するなど個別に改造が行われている。

### 主要諸元
- 軌間：1435mm
- 電気方式：AC15kV 16.7Hz 架空線式
- 最大寸法：全長5620mm（緩衝器交換後5870mm）、車体幅2758mm、全高4430mm（パンタグラフ折畳時）、屋根高3600mm
- 動輪径：950mm
- 軸距：2600mm
- 自重：14t（空気ブレーキ化後：15t）
- 走行装置
  - 主制御装置：低圧タップ切換制御およびディーゼルエンジンによる電気式
  - 主電動機：交流整流子電動機×1台（1時間定格出力：90kW）
  - 主機：Saurer製4サイクル直列6気筒C615Dディーゼルエンジン×1台（定格出力：122kW/1800rpm）
  - 減速比：7.42
- 動輪周上出力
  - 電気走行時：90kW（1時間定格、於22km/h）
  - ディーゼル走行時：54kW（1時間定格、於13km/h）
- 牽引力
  - 電気走行時：14.5kN（1時間定格、於22km/h）、36kN（最大）
  - ディーゼル走行時：14.5kN（1時間定格、於13km/h）、31kN（最大）
  - 牽引トン数：270t（平坦）
- 最高速度：60km/h（自走）、65km/h（被牽引）
- ブレーキ装置：手ブレーキ、空気ブレーキ（追設）
- 燃料容量：100l

## 運行・廃車
- 製造後はスイス全国の主要駅のうち、非電化区間のある駅を中心に配置されて運用されている。なお、トラクターに分類される本機は本線の機関士ではなく駅の入換要員が運転操作を行っている。
- 老朽化の進行と最高速度が60km/h遅いことから1979年、1983年に1機ずつが廃車されたのを手始めに、1997年以降2004年にかけて本格的に廃車が進み、現在では5機が残存している。なお、廃車後は263号機がGruppe Be4/6に、270、273号機が鉄道車両保存団体であるEurovaporに、275号機は歴史的鉄道車両保存・運行と貨物列車の運行を行う会社であるCentralbahn[14]に譲渡されている。
- 2010年時点ではスイス国鉄の旅客、貨物、インフラの各部門に以下の通り配置されている。
  - 旅客部門
    - 268 - ヴィンタートゥール（Schwab[15]製自動連結器[16]装備）

  - 貨物部門（SBBカーゴ）
    - 251 - ローザンヌ
    - 262 - ローザンヌ
    - 265 - ザンクト・ガレン（+GF+[17]自動連結器装備）

  - インフラ部門
    - 255 - ベッリンツォーナ